# Shorewood, Illinois
Shorewood är en ort (village) i Will County, i delstaten Illinois, USA. Enligt United States Census Bureau har orten en folkmängd på 15 708 invånare (2011) och en landarea på 20,1 km².